# Zone
ZONE — японская поп-рок-группа в составе четырёх участниц, образованная в Саппоро, Япония в 1999 году.
Изначально ZONE была создана как танцевальная группа, но затем превратилась в женский поп-рок-бэнд.
При своём дебюте ZONE была заявлена как принадлежащая к новому музыкальному жанру, бэндол (от слов «бэнд» и «айдол»). Их первый сингл вышел 7 февраля 2001 года на лейбле Sony Music Records.
Наиболее известная песня ZONE — «Secret Base (Kimi ga Kureta Mono)». Сингл с этой песней появился 8 августа 2001 года, и его продажи по данным музыкальных чартов Oricon составили 744 тысячи экземпляров.
Группа распалась 1 апреля 2005 г., воссоединилась в августе 2011 г. и распалась вновь 2 марта 2013 г.

## Состав
- Мию Нагасэ (яп. 長瀬実夕 Нагасэ Мию:) — вокал, гитара (1999—2005, 2011—2013) (р. 20 мая 1988)
- Мидзухо Сайто (яп. [斎藤瑞穂 Сайто: Мидзухо) — вокал, ударные (1999—2005) (р. 12 декабря 1986)
- Майко Сакаэ (яп. 栄舞子 Сакаэ Майко) — вокал, бас-гитара (1999—2005, 2011—2013) (р. 24 июля 1986)
- Томока Нисимура (яп. 西村朝香 Нисимура Томока) — вокал, гитара (1999—2005, 2011) (р. 19 сентября 1986)
- Такаё Окоси (яп. 大越貴代 Оокоси Такаё) — вокал, гитара (1999—2003) (р. 13 июня 1985)

## Дискография

### Синглы
- Believe In Love (Indies Single)
- GOOD DAYS (2001/02/07)
- 大爆発 NO.1 (2001/05/23) Dai Bakuhatsu NO.1
- Secret Base ~君がくれたもの～ (2001/08/08) Secret Base ~Kimi ga Kureta Mono~
- 世界のほんの片隅から (2001/11/14) Sekai No Hon No Katasumi Kara
- 夢のカケラ (2002/02/14) Yume No Kakera
- 一雫 (2002/07/17) Hito-shizuku
- 証 (2002/09/26) Akashi
- 白い花 (2002/11/27) Shiroi Hana
- True Blue／恋々・・・ (2003/04/16) True Blue/Renren…
- H・A・N・A・B・I ～君がいた夏～ (2003/07/30) H.A.N.A.B.I ~Kimi ga Ita Natsu~
- 僕の手紙 (2003/10/29) Boku No Tegami
- 卒業 (2004/02/04) Sotsugyō
- 太陽のKiss (2004/06/02) Taiyō No Kiss
- glory colors ～風のトビラ～ (2004/08/04) Glory Colors ~Kaze No Tobira~
- 笑顔日和 (2005/03/09) Egao Biyori
- Treasure of the Heart ～キミとボクの奇跡～ (2012/06/06) Treasure of the Heart ~Kimi to Boku no Kiseki~

### Альбомы
- Z (2002/02/14)
- O (2002/11/27)
- ASTRO Girlz & Boyz (2003/07/16)
- N (2004/02/18)
- E ～Complete A side Singles～(2005/04/13)
- ura E ～Complete B side Melodies～ (2006/04/19)
- ZONE Tribute (2011/08/10)

### DVD
- ZONE CLIPS 01 ~Sunny Side~ (2003/10/29)
- ZONE CLIPS 02 ~Forever Side (2004/03/17)
- ZONE TV special «ユメハジマッタバカリ» DVD edition (2004/09/29)
- ZONE CLIPS 03 ~2005 卒業~ (2005/05/18)
- ZONE FINAL in 日本武道館 2005/04/01 ～心を込めてありがとう～ (2005/06/22)
- ZONE Best Memorial Clips (2006/05/24)
- 「10年後の8月・・・」ZONE復活しまっSHOW!!～同窓会だよ全員集合!～ (2011/12/21)

### Фан-сайты
- ZONE Song Translations
- ZONE Biography